# Баранов, Николай Андреевич (Герой Советского Союза)
Никола́й Андре́евич Бара́нов (31 октября (12 ноября) 1893—18.06.1945) — Герой Советского Союза (26.10.1943), полковник (1944).

## Биография
Родился в Москве в семье служащего. В 1913 году окончил 1-е Московское казённое реальное училище.
В Русской императорской армии с 1913 года. В 1915 году окончил Александровское военное училище в Москве. Участник Первой мировой войны в составе 25-го Туркестанского пехотного полка (Западный фронт), штабс-капитан. Был ранен в голову и ногу. С лета 1917 года в армии не служил, вернулся в Москву. С осени 1917 года обучался в Петровской сельскохозяйственной академии (ныне — Тимирязевская сельхозакадемия в Москве).
В Красной армии с марта 1919 года. Участник Гражданской войны: в 1919 году — командир роты 103-го стрелкового полка (12-я стрелковая дивизия); с конца 1919 года — помощник начальника штаба 12-й стрелковой дивизии по оперативной части. Участвовал в боях против войск генерала А. И. Деникина на Южном фронте. С мая 1920 года — начальник штаба бригады в 12-й стрелковой дивизии. Участвовал в советско-польской войне и в боях против петлюровских войск на Украине.
С марта 1921 года — начальник штаба бригады 12-й пограничной дивизии войск ВЧК Украины. Участвовал в охране советско-польской и советско-румынской границы от бандформирований. В 1922—1924 годах в должности начальника штаба 1-й отдельной Туркестанской кавалерийской бригады участвовал в борьбе против басмаческих отрядов Энвер-паши (май — июнь 1922), Ибрагим-бека и других в Душанбинской долине (июль — декабрь 1922), Алим-паши в Самаркандской области (январь — апрель 1923), в Западной Бухаре (июль — сентябрь 1923), в районе Термез — Шарабад (декабрь 1923).
С августа 1924 года — в запасе. Жил в городах Наманган, Бухара, Самарканд и Ташкент (Узбекистан). Работал бухгалтером-счетоводом в артели по заготовке каракуля и инженером-консультантом по стройматериалам Узбекского промышленного Совета.

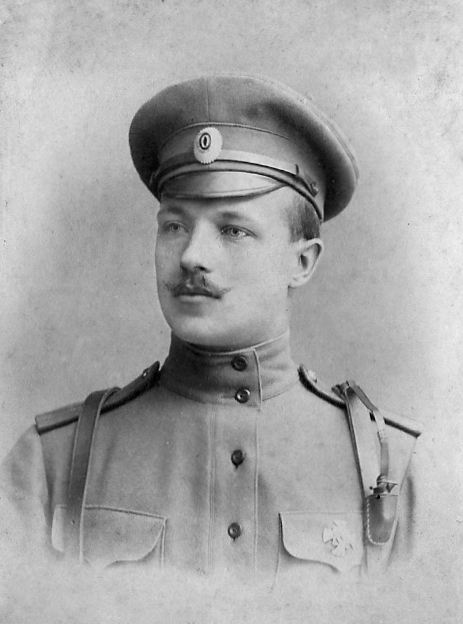
Н. А. Баранов после окончания Александровского военного училища в 1915 году

Вновь в армии с июля 1941 года. В августе — октябре 1941 — заместитель командира батальона 9-го запасного стрелкового полка (Среднеазиатский военный округ). В октябре 1941 года назначен начальником штаба 793-го стрелкового полка, формировавшегося в Средней Азии.
Участник Великой Отечественной войны с марта 1943 года в должности начальника штаба 793-го стрелкового полка (Воронежский фронт). С августа 1943 года — начальник оперативного отделения штаба 213-й стрелковой дивизии (Степной и 2-й Украинский фронты). Участвовал в оборонительных боях в районе Белгорода, Курской битве, Белгородско-Харьковской операции, битве за Днепр, наступательных операциях на криворожском и кировоградском направлениях, Корсунь-Шевченковской и Уманско-Ботошанской операциях.
Особо отличился при форсировании Днепра. В ночь на 27 сентября 1943 года во главе оперативной группы штаба дивизии переправился через реку Днепр и обеспечивал руководство действиями полков по созданию, расширению и удержанию плацдарма на правом берегу в районе села Днепровокаменка (Верхнеднепровский район, Днепропетровской области, УССР).
За умелое руководство частями и соединениями и проявленные при этом личное мужество и героизм Указом Президиума Верховного Совета СССР от 26 октября 1943 года подполковнику Баранову Николаю Андреевичу присвоено звание Героя Советского Союза с вручением ордена Ленина и медали «Золотая Звезда».
С июля 1944 года — начальник штаба 116-й стрелковой дивизии 2-го формирования (2-й и 1-й Украинские фронты). Участвовал в Ясско-Кишинёвской, Сандомирско-Силезской, Нижнесилезской, Берлинской и Пражской наступательных операциях.

Н. А. Баранов в 1945 году

После войны полковник Н. А. Баранов продолжал службу в армии на должности начальника штаба 116-й стрелковой дивизии. Умер 18 июня 1945 года. Похоронен на Лычаковском кладбище в городе Львов (Украинская ССР).

## Семья
Жена — Ольга Михайловна Баранова (1899 г.р.)
Дочь — Ольга Николаевна Баранова (1924 г.р.)

## Награды
- Герой Советского Союза (26.10.1943)[5]
- Орден Ленина (26.10.1943)
- Орден Отечественной войны 1-й степени (9.06.1945)[6]
- 2 ордена Красной Звезды (6.06.1943[7]; 21.08.1943)[8]
- Медали